# Prêmio UFES de Literatura
O Prêmio UFES de Literatura é uma premiação literária promovida pela Universidade Federal do Espírito Santo através da Edufes, desde 2009. A cada edição são premiados textos originais inéditos, publicados em coletâneas, antologias ou livros sem custo às pessoas autoras.
O Prêmio foi idealizado pela professora Rosana Paste, junto da equipe e do Conselho Editorial da Ufes. Na sua primeira edição, ocorrida em 2010, o concurso publicou vinte autores, sendo dez contos e dez poemas, em uma coletânea intitulada I Prêmio Ufes de Literatura (Edufes, 2010), seguindo, nas próximas edições, com a publicação dos originais inéditos em formato de livro físico e digital, além das coletâneas de contos e poemas.
O livro As Matrioskas, de Cristiane Dias, premiado e publicado em 2020, na 4.ª edição do Prêmio, venceu o II Prêmio Book Brasil na categoria infantojuvenil, em 2021.

## Premiados
| Edição     | Categoria                          | Obra vencedora                  | Autoria                        | Estado/País      | Ref.          |
| ---------- | ---------------------------------- | ------------------------------- | ------------------------------ | ---------------- | ------------- |
| 2.ª Edição | Contos e crônicas                  | Quando não somos mais           | Vanessa Maranha                | São Paulo        | [ 3 ]         |
| 2.ª Edição | Livro de poemas                    | Com dias cantados               | Israel Rozário                 |                  | [ 3 ]         |
| 2.ª Edição | Livro de literatura infantojuvenil | Pense melhor antes de pensar    | Renata Dembogurski             |                  | [ 3 ]         |
| 2.ª Edição | Romance                            | A paz dos vagabundos            | João Albani                    |                  | [ 3 ]         |
| 3.ª Edição | Livro de contos e/ou crônicas      | Pessoas partidas                | Diego Lops                     |                  | [ 5 ]         |
| 3.ª Edição | Livro de poemas                    | Cortejo & outras begônias       | Airton Souza                   |                  | [ 6 ]         |
| 3.ª Edição | Livro de literatura infantil       | Menina com brinco de folha      | Marcella Lopes Guimarães       |                  | [ 7 ]         |
| 3.ª Edição | Livro de literatura juvenil        | O coração range sob as estrelas | Lila Maia                      |                  | [ 8 ]         |
| 3.ª Edição | Livro de romance                   | O segundo caçador               | Bruno Crispim                  |                  | [ 9 ]         |
| 4.ª Edição | Contos e crônicas                  | Ruínas                          | Lúcia Nascimento               | São Paulo        | [ 10 ] [ 11 ] |
| 4.ª Edição | Dramaturgia                        | Sentença                        | Eduardo Aleixo Monteiro        | Pernambuco       | [ 10 ] [ 11 ] |
| 4.ª Edição | Literatura infantil                | As cores de Tó                  | Flávia Ribas                   | Distrito Federal | [ 10 ] [ 11 ] |
| 4.ª Edição | Literatura juvenil                 | As matrioskas                   | Cristiane Dias                 | Santa Catarina   | [ 10 ] [ 11 ] |
| 4.ª Edição | Poesia                             | Ucideia                         | Felipe Fiuza                   | Estados Unidos   | [ 10 ] [ 11 ] |
| 4.ª Edição | Romance                            | A filha de Mrs. Dalloway        | Vanesa Maranha                 | São Paulo        | [ 10 ] [ 11 ] |
| 5.ª Edição | Contos e crônicas                  | Autocombustão humana            | Julio Cesar Machado de Paula   | Rio de Janeiro   | [ 12 ]        |
| 5.ª Edição | Literatura infantil                | O bem-te-vi que mal me viu      | José Carlos Barbosa de Aragão  | Minas Gerais     | [ 12 ]        |
| 5.ª Edição | Literatura juvenil                 | De volta a 1984                 | Gustavo Bernardo Galvão Krause | Rio de Janeiro   | [ 12 ]        |
| 5.ª Edição | Poesia                             | Daqui, declamo                  | Ezequiel Pereira de Sales      | Ceará            | [ 12 ]        |
| 5.ª Edição | Romance                            | Ai de ti, Camburi               | Andréia Delmaschio             | Espírito Santo   | [ 12 ]        |